# Vlag van Waskemeer

Vlag van Waskemeer

De vlag van Waskemeer is de dorpsvlag van het Nederlandse dorp Waskemeer, in de Friese gemeente Ooststellingwerf. De vlag wordt onder andere uitgehangen tijdens het jaarlijkse dorpsfeest. 
Aan de broekingzijde is een blauwe strook opgenomen met daarin drie witte ramskoppen. Aan de vluchtzijde bestaat uit acht even hoge banen in zwart en wit. De betekenis van de vlag is onbekend.